# Fantó
Fantó (en grec antic: Φάντων Phántōn) fou un filòsof pitagòric grec nadiu de Fliünt.
Fou un dels darrers filòsofs de l'escola pitagòrica i deixeble de Filolau i Eurit, i que probablement va ser contemporani, quan ja era vell, d'Aristoxè el filòsof peripatètic vers el 320 aC, segons Iàmblic i Diògenes Laerci.